# Remmare
För sjömärket remmare, se prick

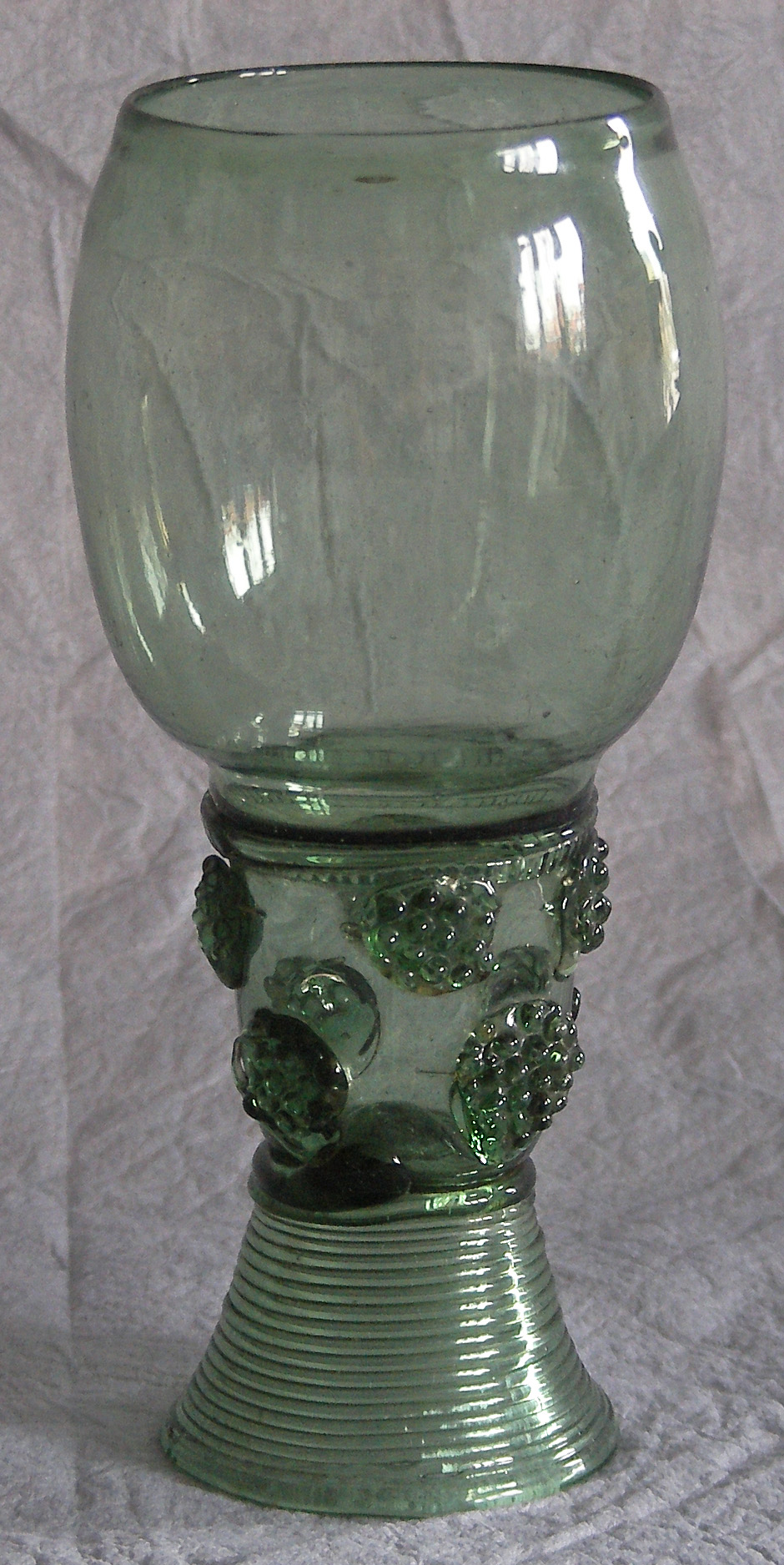
En tysk eller nederländsk remmare från 1600-talet

En remmare är ett pokalformat dryckeskärl av glas med en bukig kupa och en stor fot som är cylindrisk och utsvängd nertill. Den är vanligen utsmyckad och grön eller brun till färgen. Det finns även remmare i silver.
Remmaren har sitt ursprung i den på 1300- och 1400-talet i Tyskland populära noppebägaren, en låg bägare med glasnoppor på kupan. I likhet med allt nordeuropeiskt glas vid den här tiden var noppebägaren grön.
Enligt traditionen uppstod remmaren i Köln i slutet av 1400-talet. Noppebägaren försågs med en låg fot, och en konande kupa ovanför det nopptäckta skaftet. Bägartypen fick namnet 'Römer" eftersom man tillverkade dem genom att smälta om trasiga glasvaror från det antika Romarriket.
På 1500-talet var kupan oftast konande, vid början av 1600-talet blev den ovoid eller klotformad. Under 1600-talet började det också bli vanligt att remmaren fick en fot uppbyggd av spirallindade glastrådar.
Även om det förekommit ofärgade, eller remmare i glas av annan ton än grönt, blev den gröna tonen något av ett kännetecken för remmaren, och den levde kvar även sedan tekniken att avfärga glas blivit bättre. Det gröna glaset kom även att förknippas med rhenvin, som vid den tiden var det enda vita vinet, och remmaren kom att stå modell när servisglaset för rhenvin infördes.